# Fort Nerepis
Le fort Nerepis ou fort Boishébert est un ancien fort français situé dans la paroisse de Westfield, au Nouveau-Brunswick (Canada). Le fort est situé sur la pointe Woodmans, à l'embouchure de la rivière Nerepis dans le fleuve Saint-Jean. Localisé au confluent des rivières Saint-Jean et Nerepis, le fort doit ses origines à un village amérindien fortifié. Il a été désigné lieu historique national du Canada en 1930.

## Histoire
Le fort occupe le site d'un village fortifié par les Malécites. L'endroit est mentionné pour la première fois en 1697. Le Français Charles Deschamps de Boishébert choisit le site en 1749 pour construire un fort. Les Français utilisent le fort jusqu'en 1755, lorsque Robert Monckton commence la déportation des Acadiens de la région. Le site exact du fort n'est jamais retrouvé mais le lieu devient un site historique national en 1930. Un monument et une plaque sont installés à l'endroit présumé du fort.
Joseph Robineau de Villebon nota dans une lettre datée du 22 octobre, 1696 :
« Monsieur de Neuvillette nous a rapporté qu'il a vu un fort appartenant aux Amérindiens Nerepis lors de son voyage sur la rivière... ».

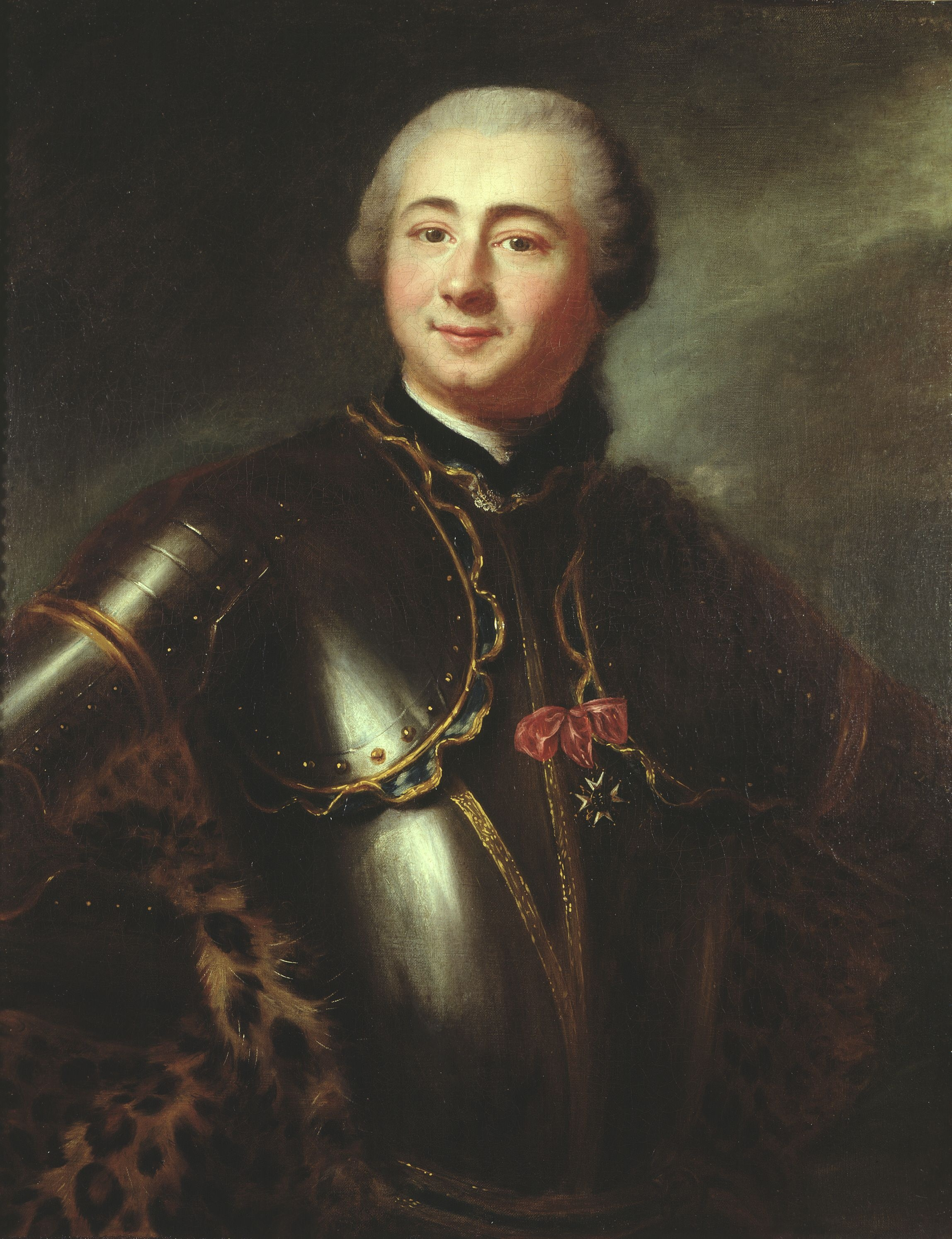
Marquis de Boishébert - Charles Deschamps de Boishébert (1753)